# Ryan (Iowa)
Ryan è un comune degli Stati Uniti d'America, situato nello Stato dell'Iowa, nella contea di Delaware.